# بلاك ماونتين (كارولاينا الشمالية)
بلاك ماونتين (بالإنجليزية: Black Mountain town, North Carolina)‏ هي بلدة تقع بولاية كارولاينا الشمالية في الولايات المتحدة. تبلغ مساحتها 17.43 كم2، وترتفع عن سطح البحر 733 م، بلغ عدد سكانها 7,848 نسمة في عام 2010 حسب إحصاء مكتب تعداد الولايات المتحدة وتصل الكثافة السكانية فيها 450.3 نسمة لكل كيلومتر مربع (1,166.3/ميل2).

## التركيبة السكانية
حدّد مكتب تعداد الولايات المتحدة بيانات التركيبة السكانية لبلاك ماونتين في تعداد الولايات المتحدة. في ما يلي، التركيبة السكانية حسب تعدادي 2000 و2010.

### تعداد عام 2000
بلغ عدد سكان بلاك ماونتين 7,511 نسمة بحسب تعداد عام 2000، وبلغ عدد الأسر 3,340 أسرة وعدد العائلات 2,027 عائلة مقيمة في البلدة. في حين سجلت الكثافة السكانية 430.9 نسمة لكل كيلومتر مربع (1,116.0/ميل2). وبلغ عدد الوحدات السكنية 3,703 وحدة بمتوسط كثافة قدره 212.4 لكل كيلومتر مربع (550.1/ميل2).
وتوزع التركيب العرقي للبلدة بنسبة 90.84% من البيض و6.27% من الأمريكيين الأفارقة و0.31% من الأمريكيين الأصليين و0.87% من الأمريكيين ذوي الأصول الآسيوية و0.04% من سكان جزر المحيط الهادئ و0.45% من الأعراق الأخرى و1.22% من عرقين مختلطين أو أكثر و0.81% من الهسبانيون أو اللاتينيون من أي عرق.
بلغ عدد الأسر 3,340 أسرة كانت نسبة 25.3% منها لديها أطفال تحت سن الثامنة عشر تعيش معهم، وبلغت نسبة الأزواج القاطنين مع بعضهم البعض 47.2% من أصل المجموع الكلي للأسر، ونسبة 10.3% من الأسر كان لديها معيلات من الإناث دون وجود شريك، بينما كانت نسبة 3.2% من الأسر لديها معيلون من الذكور دون وجود شريكة وكانت نسبة 39.3% من غير العائلات. تألفت نسبة 34.7% من أصل جميع الأسر من عدة أفراد يعيشون في نفس المنزل ونسبة 16.3% كانت تتألف من شخص يعيش بمفرده يبلغ من العمر 65 عاماً أو أكثر. وبلغ متوسط حجم الأسرة المعيشية 2.15، أما متوسط حجم العائلات فبلغ 2.75.
بلغ العمر الوسطي للسكان 43.8 عاماً. وكانت نسبة 19.1% من القاطنين تحت سن الثامنة عشر، وكانت نسبة 6.8% بين الثامنة عشر والرابعة والعشرين عاماً، ونسبة 24.8% كانت واقعةً في الفئة العمرية ما بين الخامسة والعشرين والرابعة والأربعين عاماً، ونسبة 25.7% كانت ما بين الخامسة والأربعين والرابعة والستين، ونسبة 19.4% كانت ضمن فئة الخامسة والستين عاماً فما فوق. يوجد لكل 100 أنثى 85.3 ذكر، ويوجد لكل 100 أنثى في الثامنة عشر من عمرها فما فوق 80.7 ذكر.
بلغ متوسط دخل الأسرة في البلدة 35,541 دولارًا، أما متوسط دخل العائلة فبلغ 43,373 دولارًا. وكان متوسط دخل الذكور 28,604 دولارًا مقابل 22,476 دولارًا للإناث. وسجل دخل الفرد الخاص بالبلدة 20,509 دولارًا. وكانت نسبة 7.6% من العائلات ونسبة 10.1% من السكان تحت خط الفقر، وكان من هؤلاء نسبة 15.1% تحت سن الثامنة عشر ونسبة 7.6% في الخامسة والستين من العمر وما فوق.

### تعداد عام 2010
بلغ عدد سكان بلاك ماونتين 7,848 نسمة بحسب تعداد عام 2010، وبلغ عدد الأسر 3,573 أسرة وعدد العائلات 2,054 عائلة مقيمة في البلدة. في حين سجلت الكثافة السكانية 450.3 نسمة لكل كيلومتر مربع (1,166.3/ميل2). وبلغ عدد الوحدات السكنية 4,141 وحدة بمتوسط كثافة قدره 237.6 لكل كيلومتر مربع (615.4/ميل2).
وتوزع التركيب العرقي للبلدة بنسبة 90.01% من البيض و5.99% من الأمريكيين الأفارقة و0.25% من الأمريكيين الأصليين و0.62% من الأمريكيين ذوي الأصول الآسيوية و0.03% من سكان جزر المحيط الهادئ و0.79% من الأعراق الأخرى و2.31% من عرقين مختلطين أو أكثر و2.46% من الهسبانيون أو اللاتينيون من أي عرق.
بلغ عدد الأسر 3,573 أسرة كانت نسبة 23.5% منها لديها أطفال تحت سن الثامنة عشر تعيش معهم، وبلغت نسبة الأزواج القاطنين مع بعضهم البعض 42.6% من أصل المجموع الكلي للأسر، ونسبة 11% من الأسر كان لديها معيلات من الإناث دون وجود شريك، بينما كانت نسبة 3.9% من الأسر لديها معيلون من الذكور دون وجود شريكة وكانت نسبة 42.5% من غير العائلات. تألفت نسبة 35.7% من أصل جميع الأسر من عدة أفراد يعيشون في نفس المنزل ونسبة 16.6% كانت تتألف من شخص يعيش بمفرده يبلغ من العمر 65 عاماً أو أكثر. وبلغ متوسط حجم الأسرة المعيشية 2.13، أما متوسط حجم العائلات فبلغ 2.76.
بلغ العمر الوسطي للسكان 47.7 عاماً. وكانت نسبة 18.3% من القاطنين تحت سن الثامنة عشر، وكانت نسبة 6% بين الثامنة عشر والرابعة والعشرين عاماً، ونسبة 22% كانت واقعةً في الفئة العمرية ما بين الخامسة والعشرين والرابعة والأربعين عاماً، ونسبة 31.1% كانت ما بين الخامسة والأربعين والرابعة والستين، ونسبة 22.7% كانت ضمن فئة الخامسة والستين عاماً فما فوق. وتوزع التركيب الجنسي للسكان بنسبة 45.6% ذكور و54.4% إناث.

## وصلات خارجية
- الموقع الرسمي